# Davidson County, North Carolina
Davidson County är ett administrativt område i delstaten North Carolina, USA, med 162 878 invånare. Den administrativa huvudorten (county seat) är Lexington.

## Geografi
Enligt United States Census Bureau har countyt en total area på 1 469 km². 1 430 km² av den arean är land och 39 km² är vatten.

### Angränsande countyn
- Davie County - nordväst
- Forsyth County - nord
- Guilford County - nordost
- Montgomery County - syd
- Randolph County - öst
- Rowan County - sydväst
- Stanly County - sydväst